# حديقة النويك
حديقة ألنويك هي مجمع من الحدائق الرسمية في بلدة ألنويك ، نورثمبرلاند ، إنجلترا. يعود تاريخها إلى عام 1750، وهي مرآة للثقافة الإنجليزية القديمة وتهدف إلى تعزيز الاهتمام بالنباتات والسموم الطبيعية التي اشتهرت بها بريطانيا في العصور القديمة.

## حديقة السموم
حديقة السموم" (The Poison Garden)، جزء من برنامج وطني للتوعية بالمخدرات، وذلك ضمن جهود لتوعية الشباب بمخاطر المخدرات وإيصال المعلومات الصحيحة إليهم، وهو ما يحدث في الجولات التعريفية في حديقة السموم.
.